# Luciano Narsingh
Luciano Narsingh (* 13. září 1990, Amsterdam, Nizozemsko) je nizozemský fotbalový útočník a reprezentant částečně surinamského původu, který od ledna 2021 působí v nizozemském klubu FC Twente, kde je na hostování z Feyenoordu. Hraje na pravém křídle. Účastník Mistrovství Evropy ve fotbale 2012 v Polsku a na Ukrajině.
Jeho starším bratrem je fotbalista Furdjel Narsingh.

## Klubová kariéra
V Nizozemsku nejprve působil v AVV Zeeburgia, AZ Alkmaar a AFC Ajax, kde hrával v mládežnických týmech. Od roku 2008 byl hráčem SC Heerenveen (v A-týmu od července 2010), odkud přestoupil v létě 2012 do PSV Eindhoven.
V roce 2012 vyhrál s PSV Johan Cruijff Schaal (nizozemský fotbalový Superpohár), finále proti Ajaxu Amsterdam skončilo poměrem 4:2.

## Reprezentační kariéra
Luciano prošel nizozemskými mládežnickými reprezentacemi od kategorie U18. V A-týmu Nizozemska (tzv. Oranje) debutoval pod trenérem Bertem van Marwijkem v přípravě na EURO 2012 v Polsku a na Ukrajině 30. května 2012. Šlo o přátelský zápas se Slovenskem, který Nizozemci vyhráli na stadionu De Kuip 2:0. Narsingh nastoupil na hřiště v 84. minutě, vystřídal Arjena Robbena. Zúčastnil se i samotného evropského šampionátu, kde Nizozemci vypadli po třech porážkách již v základní „skupině smrti“ (soupeři Dánsko, Německo, Portugalsko). Na turnaji ale nenastoupil ani k jednomu zápasu.